# Gouraya
Gouraya (em árabe: ڨورايا) é uma comuna localizada na província de Tipasa, Argélia. Sua população estimada em 2008 era de 20 144 habitantes.

## Era romana
Gunugu, na costa argelina, perto de Gouraya, é importante como antiga povoação romana. Fundada pelo imperador Augusto, Gunugu era originalmente conhecida como uma pequena cidade para veteranos. Apesar deste apoio imperial, Gunugu não registou um crescimento significativo sob o domínio romano. A sua proximidade de Cesareia, a capital da província, terá provavelmente limitado o seu desenvolvimento. 
A cidade romana era muito maior. Fora das muralhas, encontramos ainda cisternas, silhares e, a sudeste, alguns fustes e capitéis brandos e toscos da decadente ordem jónica, que parecem ter pertencido originalmente a uma igreja ou capela cristã de cerca do século V: nesta época, Gunugu era um bispado. Na extremidade do promontório onde se situa a necrópole descrita mais adiante neste texto, foram exploradas pedreiras.

## Período medieval
Com o passar do tempo, Gunugu sofreu mudanças de governo e de nome, acabando por ficar conhecida como Brechk sob o domínio muçulmano. No entanto, continuou a ser um foco de conflito regional, como evidenciado pela sua captura por Rogério II da Sicília em 1144.
No final do século XV, Gunugu registou um afluxo de refugiados, sobretudo mouros fugidos da Andaluzia. Esta mudança demográfica deu um impulso temporário à economia e à cultura da cidade. Indústrias como a produção têxtil floresceram, assim como a agricultura nas terras férteis circundantes. Além disso, Gunugu tornou-se conhecida pelos seus corsários que operavam ao longo da costa norte-africana. Este período de prosperidade foi, no entanto, de curta duração, uma vez que a cidade foi vítima do ataque dos Cavaleiros de Santo Estêvão em 1610, o que levou ao seu declínio.

## Descobertas arqueológicas
Os vestígios do passado antigo de Gunugu estão espalhados pela paisagem, testemunhando a sua rica história. 
As influências romanas e berberes são visíveis nas ruínas, com vestígios de cerâmica, alvenaria e infra-estruturas. Destaca-se o santuário de Sidi Brahim, construído com materiais antigos, e os vestígios de reservatórios romanos e de um aqueduto. Apesar do declínio da cidade, estes vestígios arqueológicos permitem vislumbrar a sua antiga grandeza e o seu património cultural.

## Necrópoles
Gunugu possui várias necrópoles antigas que permitem conhecer as várias práticas funerárias prevalecentes na região. As necrópoles revelam uma mistura de costumes de enterramento fenícios e indígenas, com túmulos esculpidos em rocha de tufo. Alguns túmulos têm fossas adjacentes, o que sugere práticas de enterramento coletivo. A presença de restos ósseos mistos indica uma complexa interação de ritos funerários de cremação e não cremação, reflectindo as diversas influências culturais dos habitantes da cidade.

### Práticas funerárias
Os ritos funerários em Gunugu englobam uma série de práticas que reflectem a população multicultural da cidade. Os objectos funerários eram habitualmente colocados ao lado do defunto, reflectindo a crença numa vida após a morte e na continuação da existência material após a morte. Vasos de cerâmica, tanto importados de Itália como fabricados localmente, eram ofertas funerárias comuns, sublinhando o papel de Gunugu como centro do comércio mediterrânico. A presença de restos de cremação ao lado de enterramentos tradicionais sugere o intercâmbio cultural e a adaptação no seio da comunidade diversificada da cidade.
Na maioria dos túmulos, os restos mortais do defunto eram simplesmente colocados no chão, que tinha sido forrado com um leito de areia. Noutros, foram criados um ou mais bancos, planos ou vazados com uma calha mais ou menos profunda. O túmulo aqui representado apresenta duas camadas de bordos elevados, que, em vez de tomarem a forma de uma bacia, são abertas no lado do fundo. Muitas vezes, o poço dá acesso a um segundo túmulo, de uma época posterior. Por vezes - o que é mais frequente - abre-se em frente da primeira, enquanto que, noutras ocasiões, se estabelece num dos lados mais compridos do poço. Cada câmara contém um certo número de defuntos: numa das que escavámos, havia pelo menos vinte e três. É provável que, após os enterramentos, os poços tenham sido preenchidos com terra e entulho.
Distinguiram-se três ritos funerários: o mais raro consistia em deitar o defunto no chão, enquanto outro consistia em recolher os ossos ao acaso, no chão, em bancos, em gamelas ou em vasos de barro. Por vezes, uma ânfora partida servia de recipiente. Verificou-se que estes restos humanos misturados foram provavelmente submetidos a um processo de desfolhamento antes de serem enterrados. Este facto sugere que os nossos túmulos não eram sepulturas de família, mas provavelmente reuniam indivíduos de Gunugu que morreram por volta da mesma altura.

## Obras hidráulicas
Na região de Larhat (antiga Vileborug), foram encontrados vestígios de uma antiga barragem, construída com entulho, cal e areia, perto de Toued Mellah. Esta barragem abastecia de água a cidade de Gunugu (atual Sidi-Brahim) através de um canal construído sobre a atual estrada, revestido a alvenaria de pedra e asfaltado internamente com tijolo britado e cal. No entanto, os sucessivos abatimentos do solo e os movimentos sísmicos destruíram em grande parte esta estrutura. Perto da fronteira entre Larhat (antiga Vileborug) e Gouraya, o canal passava por um túnel sob uma colina, onde permanece relativamente bem conservado.
No wadi de Harbil, foram descobertos os restos de uma pequena barragem, provavelmente destinada a irrigar jardins na margem esquerda do wadi. Na região de Gouraya, foram encontrados vestígios de uma bacia hidrográfica, possivelmente utilizada para irrigação, entre os wadis de Messelmoun e Sebt.
Na região de Menaceur (antiga Marceau), a irrigação ao longo das margens do wadi Rouman era facilitada por uma barragem de 7 a 8 metros de comprimento. Foram também observadas ruínas de um antigo aqueduto ao longo do wadi de Aïzer, com arcos intactos em ambas as extremidades, bem como vestígios de canalização ao longo da sua margem esquerda. Perto de Menaceur (antigo Marceau), o wadi de Zélazel foi desviado e o canal permanece visível acima da estrada atual. Do mesmo modo, o wadi de Zaouïa foi desviado, sendo os vestígios do canal visíveis ao longo do percurso de Zurique a Menaceur (antigo Marceau). Estes canais convergiam perto da quinta de Bocquet e continuavam através das montanhas, vales e aquedutos até Cesareia, fornecendo água à cidade. Além disso, foram encontrados vestígios de uma barragem no wadi de Zaouïa, situada 500 a 600 metros a jusante do ponto de desvio, embora o seu significado e objetivo permaneçam pouco claros.

### Porto
A antiga cidade de Gunugu, atual Breshk, é mencionada em textos históricos com relatos contraditórios sobre a presença de um porto. Enquanto algumas fontes indicam a ausência de um porto formal, outras sugerem a existência de um modesto porto ou ancoradouro. Piri Reïs afirma a inexistência de um porto, mas nota a abundância de peixe na área, sugerindo uma atividade marítima. Para além disso, Laurent menciona um pequeno porto no lado nordeste da ilha, sugerindo uma infraestrutura marítima limitada.
Os dados de Gsell e Cat (citados acima) revelam restos de um molhe e escadas perto do promontório, apoiados por estudos de campo descobrindo depósitos ao longo das paredes da falésia com vista para a presumível localização do porto, indicando uma possível infraestrutura de abastecimento de água para actividades marítimas.
No entanto, problemas como a erosão e os deslizamentos de terras obscurecem os elementos históricos, dificultando a confirmação da presença de um porto. No entanto, a localização estratégica de Gunugu ao longo das rotas comerciais entre Cartenas e Cesareia sugere uma provável atividade marítima.
Em conclusão, embora as provas apontem para uma infraestrutura marítima em Gunugu, incluindo reservatórios e possíveis restos de molhes, são necessárias mais investigações arqueológicas para determinar a extensão e a natureza do porto. A compreensão do património marítimo de Gunugu é crucial, dada a sua importância histórica como centro comercial numa localização estratégica.

## Comércio e trocas comerciais
O registo arqueológico de Gunugu atesta a sua importância como um vibrante centro de comércio no antigo mundo mediterrânico. A cerâmica importada de Itália, incluindo vasos e vasos finamente trabalhados, fornece provas tangíveis das ligações marítimas e do intercâmbio comercial. Embora os tratados da época romana restringissem o acesso direto dos romanos aos portos africanos, Gunugu servia provavelmente como centro intermediário, recebendo mercadorias através dos mercadores cartagineses. Este facto sublinha o papel fundamental da cidade na facilitação das redes comerciais e do intercâmbio cultural em toda a região.